# ルワンダ・フラン
ルワンダ・フラン（Rwandan franc）は、ルワンダで使用されている通貨単位。ISOコードはRWF。しばしばRFと略される。

## 歴史
1916年、ベルギーがドイツの植民地を占領した際、それまでのドイツ領東アフリカ・ルピーに代わってベルギー領コンゴ・フランが導入された。1960年までベルギー領コンゴ・フランが使われ、その後ルワンダ・ブルンジ・フランが導入された。現在のルワンダ・フランが導入されたのは1964年になってからのことである。

## 硬貨
1964年、1、5、10フラン硬貨が登場した。当時の1フラン硬貨と10フラン硬貨はキュプロニッケル（銀のニッケルの合金）製、5フラン硬貨は青銅製であった。1969年、アルミ製の1フラン硬貨が登場し、1970年、½フラン硬貨と2フラン硬貨もアルミ製で導入された。その後、銅とニッケルの合金の10フラン硬貨が1974年に発行され、1977年、真鍮の20フラン硬貨と50フラン硬貨が導入された。2004年より新たな硬貨が発行された。
- 現在の硬貨
  - 1フラン硬貨 - アルミニウム98%、マグネシウム2%
  - 5フラン硬貨 - 青銅
  - 10フラン硬貨 - 青銅
  - 20フラン硬貨 - ニッケルメッキ鉄鋼
  - 50フラン硬貨 - ニッケルメッキ鉄鋼

## 為替レートの推移
ルワンダ・フランの為替レートの推移は以下の通り。
- 1995年　　　　1ドル ＝ 262.20 フラン
- 2000年　　　　1ドル ＝ 393.44 フラン
- 2004年　　　　1ドル ＝ 574.62 フラン
- 2005年9月　　 1ドル ＝ 542.22 フラン